# Courcy (Marne)
Courcy település Franciaországban, Marne megyében. Lakosainak száma 1262 fő (2022. január 1.). Courcy Berméricourt, Bétheny, Brimont, Loivre, Reims, Saint-Thierry és Thil községekkel határos.

## Népesség
A település népességének változása:
| Lakosok száma | 1267 | 975  | 1187 | 1388 | 1116 | 1034 | 1053 | 1210 | 1243 | 1262 |
|               | 1968 | 1982 | 1990 | 2006 | 2013 | 2015 | 2017 | 2019 | 2020 | 2022 |